# Langstaartspringmuis
De langstaartspringmuis (Notomys longicaudatus) is een uitgestorven knaagdier uit het geslacht Notomys.

## Kenmerken
De rug is zandbruin, de onderkant wit. De staart is van boven lichtbruin en van onder wit, met een donkere pluim. De kop-romplengte bedraagt 110 tot 160 mm, de staartlengte 150 tot 205 mm, de achtervoetlengte 40 tot 45 mm, de oorlengte 24 tot 28 mm en het gewicht ongeveer 100 gram. Vrouwtjes hebben 0+2=4 mammae. Het was een van de grootste Notomys-soorten.

## Verspreiding
Deze soort komt voor in Australië. Zijn verspreidingsgebied besloeg een groot deel van de binnenlanden van Australië.